# Vicecanciller de Alemania
El vicecanciller de Alemania (en alemán, Vizekanzler) o vicecanciller federal es, según el protocolo, la segunda posición de facto más alta en el gobierno alemán. Es el equivalente de un vice primer ministro en otros sistemas parlamentarios. El cargo no es oficial pero sí incluye las funciones del llamado suplente del canciller federal (Stellvertreter des Bundeskanzlers), una posición recogida en la Constitución alemana.
El actual titular es Lars Klingbeil del SPD, socio de coalición en el gobierno del canciller Friedrich Merz. Si bien el nombre oficial del cargo es Stellvertreter des Bundeskanzlers, el nombre Vizekanzler es el más utilizado.

## Funciones
En el caso de la ausencia del canciller, el vicecanciller asumirá en su lugar en algunas de sus funciones (por ejemplo en la administración de las reuniones del gabinete) pero no se convertirá automáticamente en canciller durante el resto del plazo si el canciller muere o se vuelve incapaz de cumplir con sus funciones de cualquier otra manera. Es el presidente de Alemania quien pide a un ministro desempeñar las funciones del canciller hasta que el Parlamento (Bundestag) elija a un nuevo canciller.
En los tiempos modernos, el vicecanciller no es un cargo independiente, sino una posición desempeñada por uno de los ministros del gabinete. Desde 1966, a menudo se ha desempeñado por el Ministro de Relaciones Exteriores. No obstante, el actual vicecanciller Lars Klingbeil se desempeña como Ministerio Federal de Finanzas.
De acuerdo con la Ley Fundamental, es el canciller quien elige a uno de los ministros para ser vicecanciller. Dado que los gobiernos de coalición son comunes en la política alemana, el vicecanciller en la mayoría de los casos representa al socio menor de la coalición y es a menudo el presidente de ese partido.

## Historia y nomenclatura
El cargo fue establecido inicialmente en 1878 en marco del Imperio alemán bajo la correspondiente ley (Stellvertretungsgesetz), siendo conocido oficialmente como Allgemeiner Stellvertreter des Reichskanzlers (suplente general del canciller imperial). Durante los períodos de la República de Weimar y la Alemania nazi, el cargo se conocía simplemente como Reichvizekanzler (canciller del Reich), y a partir de 1949, tras el establecimiento de la República Federal de Alemania, pasó a denominarse Stellvertreter des Bundeskanzlers, a saber, suplente del canciller federal. Aunque cabe destacar que, tradicionalmente, entre los cometidos del cargo no definido de vicecanciller se incluyen más que los cometidos estrictamente definidos del suplente de canciller.
El prefijo «vice-» se deriva del latín vicis y significa «en lugar de», mientras que Kanzler es el título tradicional del jefe de gobierno en Alemania. Aunque el cargo siempre ha sido ampliamente conocido como Vizekanzler, este nunca ha sido el término oficial, pero sí el de uso más común (el término oficial se utiliza raramente fuera de contextos muy formales).

## Lista de vicecancilleres

### Imperio alemán
Partido Conservador Libre     Partido Popular Progresista     Independiente
| Legislatura      | Gobierno                     | N.º | Fotografía               | Vicecanciller del Imperio Alemán | Inicio del mandato      | Fin del mandato          | Duración del mandato       |
| ---------------- | ---------------------------- | --- | ------------------------ | -------------------------------- | ----------------------- | ------------------------ | -------------------------- |
| IV (1878-1881)   | Bismarck IV                  | 1.° |                          | Otto zu Stolberg-Wernigerode     | 1 de junio de 1878      | 20 de junio de 1881      | 2 años, 11 meses y 19 días |
| V (1881-1884)    | Bismarck V                   | 2.° |                          | Karl Heinrich von Boetticher     | 20 de junio de 1881     | 28 de octubre de 1884    | 16 años y 11 días          |
| VI (1884-1887)   | Bismarck VI                  | 2.° | 28 de octubre de 1884    | Karl Heinrich von Boetticher     | 21 de febrero de 1887   |                          | 16 años y 11 días          |
| VII (1887-1890)  | Bismarck VII                 | 2.° | 21 de febrero de 1887    | Karl Heinrich von Boetticher     | 20 de febrero de 1890   |                          | 16 años y 11 días          |
| VIII (1890-1893) | Caprivi I                    | 2.° | 20 de febrero de 1890    | Karl Heinrich von Boetticher     | 15 de junio de 1893     |                          | 16 años y 11 días          |
| IX (1893-1898)   | Caprivi II                   | 2.° | 15 de junio de 1893      | Karl Heinrich von Boetticher     | 26 de octubre de 1894   |                          | 16 años y 11 días          |
| IX (1893-1898)   | Hohenlohe-Schillingsfürst I  | 2.° | 26 de octubre de 1894    | Karl Heinrich von Boetticher     | 1 de julio de 1897      |                          | 16 años y 11 días          |
| IX (1893-1898)   | Hohenlohe-Schillingsfürst I  | 3.° |                          | Arthur von Posadowsky-Wehner     | 1 de julio de 1897      | 16 de junio de 1898      | 9 años, 11 meses y 23 días |
| X (1898-1903)    | Hohenlohe-Schillingsfürst II | 3.° | 16 de junio de 1898      | Arthur von Posadowsky-Wehner     | 17 de octubre de 1900   |                          | 9 años, 11 meses y 23 días |
| X (1898-1903)    | Bülow I                      | 3.° | 17 de octubre de 1900    | Arthur von Posadowsky-Wehner     | 16 de junio de 1903     |                          | 9 años, 11 meses y 23 días |
| XI (1903-1907)   | Bülow II                     | 3.° | 16 de junio de 1903      | Arthur von Posadowsky-Wehner     | 24 de junio de 1907     |                          | 9 años, 11 meses y 23 días |
| XII (1907-1912)  | Bülow III                    | 4.° |                          | Theobald von Bethmann-Hollweg    | 24 de junio de 1907     | 14 de julio de 1909      | 2 años y 20 días           |
| XII (1907-1912)  | Bethmann-Hollweg I           | 5.° |                          | Clemens von Delbrück             | 14 de julio de 1909     | 12 de enero de 1912      | 6 años, 10 meses y 8 días  |
| XIII (1912-1919) | Bethmann-Hollweg II          | 5.° | 12 de enero de 1912      | Clemens von Delbrück             | 22 de mayo de 1916      |                          | 6 años, 10 meses y 8 días  |
| XIII (1912-1919) | Bethmann-Hollweg II          | 6.° |                          | Karl Helfferich                  | 22 de mayo de 1916      | 14 de julio de 1917      | 1 año, 5 meses y 18 días   |
| XIII (1912-1919) | Michaelis                    | 6.° | 14 de julio de 1917      | Karl Helfferich                  | 1 de noviembre de 1917  |                          | 1 año, 5 meses y 18 días   |
| XIII (1912-1919) | Hertling                     | 6.° | 1 de noviembre de 1917   | Karl Helfferich                  | 9 de noviembre de 1917  |                          | 1 año, 5 meses y 18 días   |
| XIII (1912-1919) | Hertling                     | 7.° |                          | Friedrich von Payer              | 9 de noviembre de 1917  | 30 de septiembre de 1918 | 1 año y 1 día              |
| XIII (1912-1919) | Baden                        | 7.° | 30 de septiembre de 1918 | Friedrich von Payer              | 9 de noviembre de 1918  |                          | 1 año y 1 día              |
| XIII (1912-1919) | Ebert                        | 7.° | 9 de noviembre de 1918   | Friedrich von Payer              | 10 de noviembre de 1918 |                          | 1 año y 1 día              |

### República de Weimar
Partido Democrático Alemán     Partido de Centro Alemán     Partido Socialdemócrata de Alemania     Partido Popular Alemán     Partido Nacional del Pueblo Alemán
| Legislatura            | Gobierno     | N.º     | Fotografía            | Vicecanciller de la República de Weimar | Inicio del mandato      | Fin del mandato       | Duración del mandato     |
| ---------------------- | ------------ | ------- | --------------------- | --------------------------------------- | ----------------------- | --------------------- | ------------------------ |
| Cons. Nac. (1919-1920) | Scheidemann  | 1.°     |                       | Eugen Schiffer                          | 13 de febrero de 1919   | 19 de febrero de 1919 | 2 meses y 6 días         |
| Cons. Nac. (1919-1920) | Scheidemann  | Vacante |                       |                                         |                         |                       |                          |
| Cons. Nac. (1919-1920) | Scheidemann  | 2.°     |                       | Bernhard Dernburg                       | 30 de abril de 1919     | 21 de junio de 1919   | 1 mes y 21 días          |
| Cons. Nac. (1919-1920) | Bauer        | 3.°     |                       | Matthias Erzberger                      | 21 de junio de 1919     | 3 de octubre de 1919  | 3 meses y 12 días        |
| Cons. Nac. (1919-1920) | Bauer        | 1.°     |                       | Eugen Schiffer                          | 3 de octubre de 1919    | 27 de marzo de 1920   | 3 meses y 12 días        |
| Cons. Nac. (1919-1920) | Bauer        | 4.°     |                       | Erich Koch-Weser                        | 27 de marzo de 1920     | 21 de junio de 1920   | 8 meses y 18 días        |
| Cons. Nac. (1919-1920) | Bauer        | Vacante |                       |                                         |                         |                       |                          |
| I (1920-1924)          | Fehrenbach   | 5.°     |                       | Rudolf Heinze                           | 25 de junio de 1920     | 10 de mayo de 1921    | 10 meses y 15 días       |
| I (1920-1924)          | Wirth I      | 6.°     |                       | Gustav Bauer                            | 10 de mayo de 1921      | 26 de octubre de 1921 | 1 año y 6 meses          |
| I (1920-1924)          | Wirth II     | 6.°     | 26 de octubre de 1921 | Gustav Bauer                            | 10 de noviembre de 1922 |                       | 1 año y 6 meses          |
| I (1920-1924)          | Wirth II     | Vacante |                       |                                         |                         |                       |                          |
| I (1920-1924)          | Stresemann I | 7.°     |                       | Robert Schmidt                          | 13 de agosto de 1923    | 6 de octubre de 1923  | 1 mes y 24 días          |
| I (1920-1924)          | Stresemann I | Vacante |                       |                                         |                         |                       |                          |
| I (1920-1924)          | Marx I       | 8.°     |                       | Karl Jarres                             | 30 de octubre de 1923   | 3 de junio de 1924    | 1 año, 1 mes y 16 días   |
| II (1924-1924)         | Marx II      | 8.°     | 3 de junio de 1924    | Karl Jarres                             | 15 de diciembre de 1924 |                       | 1 año, 1 mes y 16 días   |
| III (1924-1928)        | Luther I     | Vacante | Vacante               | Vacante                                 | Vacante                 | Vacante               | Vacante                  |
| III (1924-1928)        | Luther II    | Vacante | Vacante               | Vacante                                 | Vacante                 | Vacante               | Vacante                  |
| III (1924-1928)        | Marx III     | Vacante | Vacante               | Vacante                                 | Vacante                 | Vacante               | Vacante                  |
| III (1924-1928)        | Marx IV      | 9.°     |                       | Oskar Hergt                             | 28 de enero de 1927     | 26 de junio de 1928   | 1 año y 5 meses          |
| IV (1928-1930)         | Müller II    | Vacante | Vacante               | Vacante                                 | Vacante                 | Vacante               | Vacante                  |
| V (1930-1932)          | Brüning I    | 10.°    |                       | Hermann Dietrich                        | 30 de marzo de 1930     | 10 de octubre de 1931 | 2 años, 2 meses y 2 días |
| V (1930-1932)          | Brüning II   | 10.°    | 10 de octubre de 1931 | Hermann Dietrich                        | 1 de junio de 1932      |                       | 2 años, 2 meses y 2 días |
| VI (1932-1932)         | Papen        | Vacante | Vacante               | Vacante                                 | Vacante                 | Vacante               | Vacante                  |
| VII (1932-1933)        | Schleicher   | Vacante | Vacante               | Vacante                                 | Vacante                 | Vacante               | Vacante                  |
| VIII (1933-1933)       | Hitler I     | Vacante | Vacante               | Vacante                                 | Vacante                 | Vacante               | Vacante                  |

### Alemania Nazi
Independiente
| Legislatura     | Gobierno   | N.º     | Fotografía | Vicecanciller del Reich | Inicio del mandato  | Fin del mandato     | Duración del mandato    |
| --------------- | ---------- | ------- | ---------- | ----------------------- | ------------------- | ------------------- | ----------------------- |
| I (1933-1936)   | Hitler II  | 1.°     |            | Franz von Papen         | 30 de enero de 1933 | 7 de agosto de 1934 | 1 año, 6 meses y 8 días |
| II (1936-1938)  | Hitler III | Vacante | Vacante    | Vacante                 | Vacante             | Vacante             | Vacante                 |
| III (1938-1945) | Hitler IV  | Vacante | Vacante    | Vacante                 | Vacante             | Vacante             | Vacante                 |

### República Federal de Alemania
Partido Democrático Libre     Partido Socialdemócrata de Alemania     Unión Demócrata Cristiana de Alemania     Alianza 90/Los Verdes
| Legislatura       | Gobierno     | N.º  | Fotografía              | Vicecanciller de la República Federal de Alemania | Inicio del mandato       | Fin del mandato         | Duración del mandato       |
| ----------------- | ------------ | ---- | ----------------------- | ------------------------------------------------- | ------------------------ | ----------------------- | -------------------------- |
| I (1949-1953)     | Adenauer I   | 1.°  |                         | Franz Blücher                                     | 20 de septiembre de 1949 | 20 de octubre de 1953   | 4 años, 1 mes y 9 días     |
| II (1953-1957)    | Adenauer II  | 1.°  | 20 de octubre de 1953   | Franz Blücher                                     | 29 de octubre de 1957    |                         | 4 años, 1 mes y 9 días     |
| III (1957-1961)   | Adenauer III | 2.°  |                         | Ludwig Erhard                                     | 29 de octubre de 1957    | 15 de octubre de 1961   | 9 años, 11 meses y 18 días |
| IV (1961-1965)    | Adenauer III | 2.°  | 15 de octubre de 1961   | Ludwig Erhard                                     | 16 de octubre de 1963    |                         | 9 años, 11 meses y 18 días |
| IV (1961-1965)    | Erhard I     | 3.°  |                         | Erich Mende                                       | 16 de octubre de 1963    | 26 de octubre de 1965   | 3 años y 12 días           |
| V (1965-1969)     | Erhard II    | 3.°  | 26 de octubre de 1965   | Erich Mende                                       | 28 de octubre de 1966    |                         | 3 años y 12 días           |
| V (1965-1969)     | Erhard II    | 4.°  |                         | Hans-Christoph Seebohm                            | 28 de octubre de 1966    | 30 de noviembre de 1966 | 1 mes y 2 días             |
| V (1965-1969)     | Kiesinger    | 5.°  |                         | Willy Brandt                                      | 30 de noviembre de 1966  | 22 de octubre de 1969   | 2 años, 10 meses y 22 días |
| VI (1969-1972)    | Brandt I     | 6.°  |                         | Walter Scheel                                     | 22 de octubre de 1969    | 15 de diciembre de 1972 | 4 años, 6 meses y 25 días  |
| VII (1972-1976)   | Brandt II    | 6.°  | 15 de diciembre de 1972 | Walter Scheel                                     | 16 de mayo de 1974       |                         | 4 años, 6 meses y 25 días  |
| VII (1972-1976)   | Schmidt I    | 7.°  |                         | Hans-Dietrich Genscher                            | 16 de mayo de 1974       | 14 de diciembre de 1976 | 8 años, 4 meses y 1 día    |
| VIII (1976-1980)  | Schmidt II   | 7.°  | 14 de diciembre de 1976 | Hans-Dietrich Genscher                            | 5 de noviembre de 1980   |                         | 8 años, 4 meses y 1 día    |
| IX (1980-1983)    | Schmidt II   | 7.°  | 5 de noviembre de 1980  | Hans-Dietrich Genscher                            | 17 de septiembre de 1982 |                         | 8 años, 4 meses y 1 día    |
| IX (1980-1983)    | Schmidt II   | 8.°  |                         | Egon Franke                                       | 17 de septiembre de 1982 | 1 de octubre de 1982    | 8 años, 4 meses y 1 día    |
| IX (1980-1983)    | Kohl I       | 7.°  |                         | Hans-Dietrich Genscher                            | 4 de octubre de 1982     | 30 de marzo de 1983     | 9 años, 7 meses y 14 días  |
| X (1983-1987)     | Kohl II      | 7.°  | 30 de marzo de 1983     | Hans-Dietrich Genscher                            | 12 de marzo de 1987      |                         | 9 años, 7 meses y 14 días  |
| XI (1987-1990)    | Kohl III     | 7.°  | 12 de marzo de 1987     | Hans-Dietrich Genscher                            | 18 de enero de 1991      |                         | 9 años, 7 meses y 14 días  |
| XII (1990-1994)   | Kohl IV      | 7.°  | 18 de enero de 1991     | Hans-Dietrich Genscher                            | 18 de mayo de 1992       |                         | 9 años, 7 meses y 14 días  |
| XII (1990-1994)   | Kohl IV      | 9.°  |                         | Jürgen Möllemann                                  | 18 de mayo de 1992       | 21 de enero de 1993     | 8 meses y 3 días           |
| XII (1990-1994)   | Kohl IV      | 10.° |                         | Klaus Kinkel                                      | 21 de enero de 1993      | 17 de noviembre de 1994 | 5 años, 9 meses y 6 días   |
| XIII (1994-1998)  | Kohl IV      | 10.° | 17 de noviembre de 1994 | Klaus Kinkel                                      | 27 de octubre de 1998    |                         | 5 años, 9 meses y 6 días   |
| XIV (1998-2002)   | Schröder I   | 11.° |                         | Joschka Fischer                                   | 27 de octubre de 1998    | 22 de octubre de 2002   | 7 años y 26 días           |
| XV (2002-2005)    | Schröder II  | 11.° | 22 de octubre de 2002   | Joschka Fischer                                   | 22 de noviembre de 2005  |                         | 7 años y 26 días           |
| XVI (2005-2009)   | Merkel I     | 12.° |                         | Franz Müntefering                                 | 22 de noviembre de 2005  | 21 de noviembre de 2007 | 1 año, 11 meses y 29 días  |
| XVI (2005-2009)   | Merkel I     | 13.° |                         | Frank-Walter Steinmeier                           | 21 de noviembre de 2007  | 27 de octubre de 2009   | 1 año, 11 meses y 6 días   |
| XVII (2009-2013)  | Merkel II    | 14.° |                         | Guido Westerwelle                                 | 27 de octubre de 2009    | 18 de mayo de 2011      | 1 año, 6 meses y 22 días   |
| XVII (2009-2013)  | Merkel II    | 15.° |                         | Philipp Rösler                                    | 18 de mayo de 2011       | 17 de diciembre de 2013 | 2 años, 6 meses y 30 días  |
| XVIII (2013-2017) | Merkel III   | 16.° |                         | Sigmar Gabriel                                    | 17 de diciembre de 2013  | 17 de marzo de 2018     | 4 años y 3 meses           |
| XIX (2017-2021)   | Merkel IV    | 17.° |                         | Olaf Scholz                                       | 17 de marzo de 2018      | 8 de diciembre de 2021  | 3 años, 8 meses y 22 días  |
| XX (2021-2025)    | Scholz       | 18.° |                         | Robert Habeck                                     | 8 de diciembre de 2021   | 6 de mayo de 2025       | 3 años, 4 meses y 29 días  |
| XXI (2025-)       | Merz         | 19.° |                         | Lars Klingbeil                                    | 6 de mayo de 2025        | En el cargo             | 2 meses y 6 días           |